# Американо-ганские отношения
Американо-ганские отношения (англ. Ghana–United States relations) — двусторонние дипломатические отношения между США и Ганой.
США признали независимость Ганы, и в целом, сохраняли с ней дружеские отношения, не считая напряжённых во время правления Нкрумы. Гана стала первой страной, куда были направлены волонтёры корпуса мира в 1961 году. Так же между странами был подписан ряд соглашений и договоров по вопросам сельскохозяйственной продукции, авиации, обороны, экономики, технического сотрудничества, образования, экстрадиции, почтовых перевозок. Наиболее серьёзной проблемой в двусторонних отношениях стал отказ США присоединиться к Международной организации по какао, поскольку Гана сильно зависима от его экспорта.
Согласно результатам опросов исследовательского центра Пью, в 2002 году 83% ганцев положительно относились к США, до 2007 года этот показатель снизился до 80%.

## История

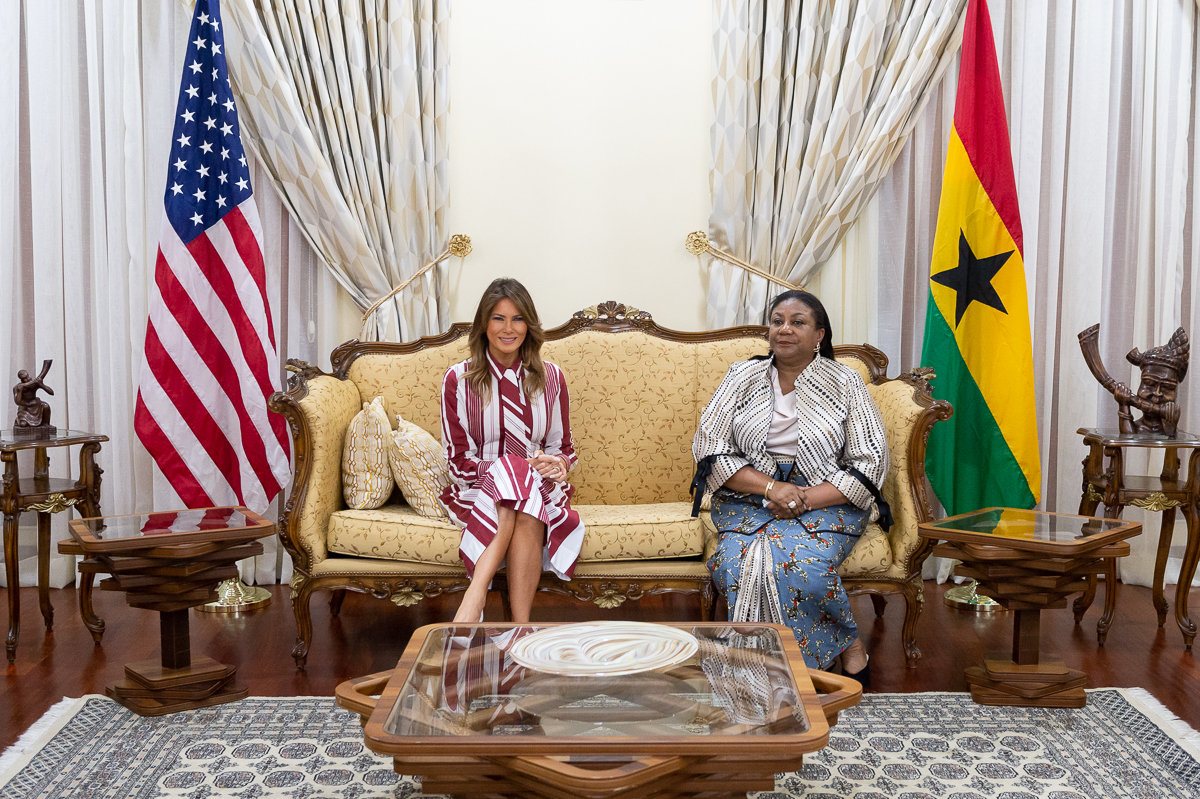
Первая леди США Мелания Трамп с первой леди Ганы Ребеккой Акуфо-Аддой в 2018 году

В 1980-х годах отношения между странами были непростыми, вероятней всего, из-за восстановления дипломатических отношений между Ганой и Ливией.
В 1989 году США простили Гане государственный долг суммой 114 млн долларов США. Так же Соединённые Штаты поддержали экономические и политические реформы в Гане и предлагали свою помощь для укрепления демократического строя в стране.
В 1994 году финансовая помощь Соединённых Штатов Гане составила 38 млн долларов США, кроме этого, была предоставлена продовольственная помощь на сумму 16 млн долларов США.
Между странами активно поддерживаются отношения в образовательных, научных и культурных сферах. Благодаря этому тысячи ганцев получили образование в США.

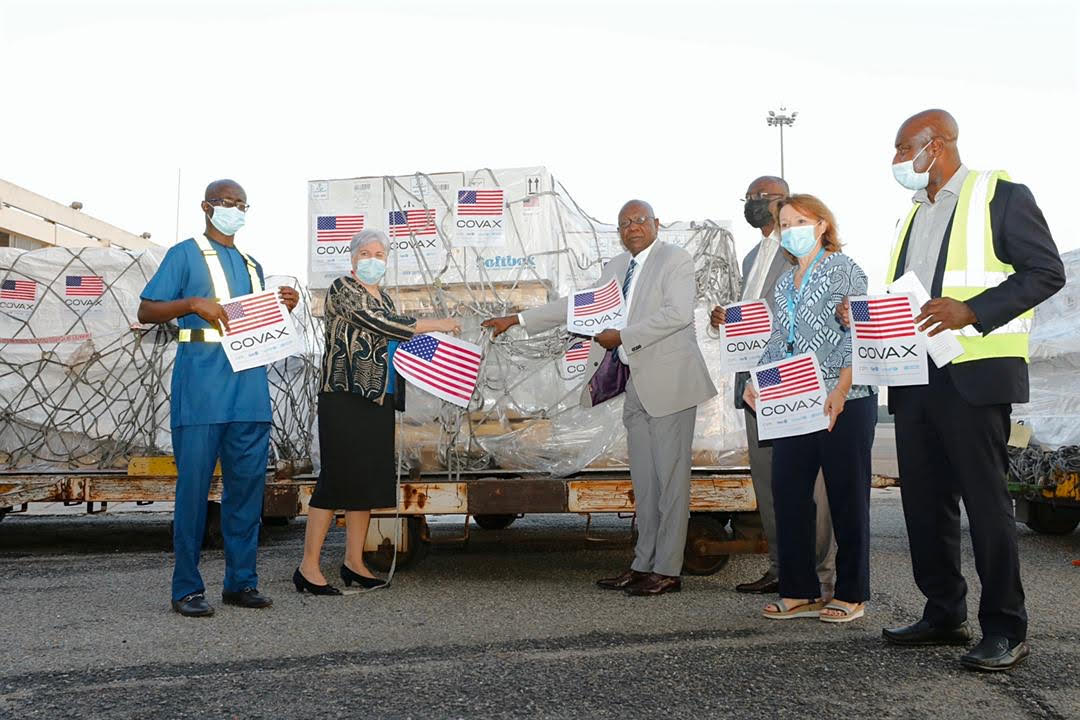
Доставка вакцин против коронавирусной инфекции COVID-19 в Гану в рамках программы COVAX.

Соединённые Штаты являются одним из основных торговых партнёров Ганы. В стране работает большинство американских компаний, таких как ACS, CMS Energy, Coca-Cola, S.C. Johnson, Ralston Purina, StarKist, A.H. Robins, Sterling, Pfizer, IBM, 3M, Motorola, Stewart & Stevenson, PriceWaterhouseCoopers и National Cash Register. Некоторые американские компании делают инвестиции в Гану, в основном, в добычу золота, изделия из дерева и в нефть. В 2004 году американская компания-гигант Newmont Mining заявила о желании инвестировать 1 млрд долларов в золотодобычу в стране.
В целях развития Ганы в 2007 году финансовую помощь осуществляли агентство США по международному развитию, фонд развития Африки, корпорация «Вызовы тысячелетия» и другие американские партнёры. В целом Гана получила помощь на сумму более 55,1 млн долларов США и программы по развитию предпринимательства, здравоохранения и образования. Соглашение Ганы с корпорацией «Вызовы тысячелетия» на сумму 547 млн долларов США стало одним из самых крупных достижений в партнёрстве между странами.
В 2021 году Гана стала первой страной получившей вакцины против коронавирусной инфекции COVID-19 в рамках программы COVAX.

## Посольства
- В Аккре расположено посольство США в Гане[5].
- В Вашингтоне расположено посольство Ганы в США[6].